# Kutchubaea micrantha
Kutchubaea micrantha är en måreväxtart som beskrevs av Julian Alfred Steyermark. Kutchubaea micrantha ingår i släktet Kutchubaea och familjen måreväxter. Inga underarter finns listade i Catalogue of Life.